# NGC 2059
NGC 2059 je otvoreni skup u zviježđu Stolu. 

## Vanjske poveznice
- SEDS: NGC 2059